# Renatus Profuturus Frigeridus
Renatus Profuturus Frigeridus (ca. 450) was een Gallo-Romeinse schrijver en historicus. We kennen zijn werk slechts vanwege een aantal passages in de Historia Francorum van Gregorius van Tours.
Over het leven van Frigeridus is weinig meer bekend dan dat hij leefde in de tweede helft van de 5e eeuw en een geschiedkundig werk heeft geschreven. Wellicht had hij familiebanden met 4e-eeuwse militairen die dezelfde naam droegen. Over zijn achtergrond kan slechts gespeculeerd worden, maar er wordt aangenomen dat Frigeridus tot de burgerlijke of militaire elite behoorde. Frigeridus was waarschijnlijk een christelijke auteur.
Zijn in het Latijn geschreven geschiedwerk Historiae omvatte minstens 12 boeken. Waarschijnlijk eindigde het laatste boek bij de dood van de opperbevelhebber Flavius Aëtius in 454 n.Chr. Hoewel geen van de boeken bewaard is gebleven, zijn delen ervan overgeleverd via de werken van Gregorius van Tours. Deze 6e-eeuwse bisschop en historicus gebruikte de boeken van Frigeridus namelijk als bron voor zijn eigen geschiedwerk Historia Francorum. Gregorius citeert tweemaal uitvoerig uit de boeken van Frigeridus: de eerste keer betreft het een beschrijving van Aëtius en keizer Honorius, de tweede keer gaat het over de Rijnoversteek in 405 of 406 door de Vandalen en Alanen, die enige tijd daarvoor de Franken in een veldslag ten oosten van de Rijn hadden verslagen.
Voor Gregorius waren de boeken van Frigeridus een belangrijke bron voor de vroegste geschiedenis van de Franken en de gebeurtenissen in het westelijke deel van het Romeinse Rijk. Daarnaast gebruikte Gregorius ook de (eveneens verloren gegane) werken van Sulpicius Alexander, een geschiedschrijver die rond 400 n.Chr leefde. Het is mogelijk dat Frigeridus het werk van Sulpicius Alexander heeft voortgezet. Beide schrijvers waren exponenten van de laat-antieke Romeinse geschiedschrijving, die niet lang daarna ten einde kwam, en hebben mogelijk invloed gehad op de wijze waarop Gregorius zijn eigen werken heeft geschreven.
- Gemeinsame Normdatei: 102404992
- Virtual International Authority File: 44692873